# Коломан
Коломан I Угарски (око 1070 - 3. фебруар 1116) је био угарски (1095—1116) и далматинско-хрватски краљ (1102—1116) из династије Арпадовића.

## Детињство и младост
Коломан је био старији син Гезе I, будућег угарског краља и Софије, Гезине прве жене. Рођен је, као и његов брат Алмош, око 1070. године. Коломанов отац долази на престо 1074. године наневши пораз бившем краљу Стефану III у бици код Мођорода. На престолу се задржао три године. Умро је 25. априла 1077. године. Наследио га је брат Ладислав I јер су му синови били малолетни. Ладислав је наменио Коломана за свештеничку каријеру што је било чудно пошто је Коломан био старији син. Тако је Коломан научио читање и писање, стекао солидно знање канонског права. Након што је завршио студије, рукоположен је за епископа Јегре или Варадина (Мађарска илустрована хроника).

## Долазак на власт
Према Мађарској хроници, Коломан и Алмош пратили су Ладислава на његовом војном походу против Чешке почетком 1095. године. Ладислав се на походу разболео те је именовао Алмоша за свог наследника. Коломан није поштовао стричеву одлуку већ је побегао у Пољску одакле се вратио тек након Владиславове смрти (јул 1095). Према Мађарској хроници, Коломана је пред смрт Ладислав позвао да се врати у Угарску. Исти извор наводи да је Алмош без противљења пристао на то да Коломан преузме круну што би значило да је смена на престолу изведена без крвопролића. У сваком случају, Коломан је почетком 1096. године крунисан за краља Угарске. Папа Урбан II му је одузео црквена овлашћења.

## Просјачки крсташки рат
Коломана је у Столном Београду крунисао архиепископ Серафим. Алмош је признао Коломанову власт, а за узврат добио војводства којима су управљали његов отац и деда пре ступања на престо - трећину Угарског краљевства. Одмах по доласку на власт, Коломан се морао суочити са проблемом којег су доносили хришћани Првог крсташког рата. Након сабора у Клермону (1095) група крсташа одлучила је одмах кренути у крсташки рат не слушајући савет папе Урбана да се сачека жетва. Био је то тзв. Просјачки крсташки поход. Крсташи су имали проћи преко територије Угарског краљевства. Прву армију предводио је Валтер без Земље. Она прелази границу 8. маја и пролази кроз Угарску без проблема. Наредну армију предводио је Петар Пустињак. Пролаз је био миран све док крсташи нису стигли до Земуна. Тамо су ушли у сукоб са локалним становништвом који се завршио масакрирањем око 4000 Мађара. Коломан је кренуо својим трупама на хришћане, али су се крсташи на време повукли. Трећа група крсташа долазила је из Њитре. Чим је прешла угарску границу стала је пљачкати регион између Мосона и Столног Београда. Коломан их је напао и масакрирао (Алберт из Ахена).
Узнемирен због проблема које су правили крсташи Просјачког похода, Коломан је забранио осталим крсташким армијама да пређу преко Угарске. Следећу армију предводио је Емих од Лајнингена који је још у својој држави (Свето римско царство) извршио покоље Јевреја које је сматрао паганима. Сазнавши за тај масакр, Коломан му није дозволио да пређе границу Угарске. Осим тога, сазнали су да ови крсташи имају намеру да и Угаре, као пагане, истребе. Како су сви мостови преко Дунава били блокирани, Емихова армија је шест недеља покушавала да подигне мост. За то време поједини одреди су пљачкали и убијали Угаре. Када је мост коначно саграђен нападнут је град Вајселбург. Када је победа већ била извесна, из неког разлога који хроничари не наводе, армију крсташа захватила је паника и започело је лудо бекство преко моста на другу страну. Мноштво се подавило, а остатак се растурио под ударима Коломанових трупа.

## Први крсташки рат
Прва правилно организована армија Првог крсташког рата дошла је на угарску границу септембра 1096. године. Предводио ју је Готфрид Бујонски, војвода Доње Лотарингије. Готфрид се са Коломаном састао у Сопрону где су постигли договор о несметаном преласку крсташа кроз Угарску. Као гаранцију да ће све проћи без неприлика, Готфрид је морао оставити свога брата Балдуина као таоца угарском краљу. Марш кроз Угарску прошао је без икаквих проблема. Када су крсташи прешли Саву, јужну границу Угарске, Коломан је ослободио таоца. Након тихог марша велике крсташке армије, Коломан се прочуо по Европи.
Немачки крсташки рат изазвао је прилив великог броја Јевреја у Угарску. Коломан је донео низ уредби које су се односиле на права Јевреја у Угарској у циљу "одбране чистоте хришћана". Јеврејима је забранио држање хришћанских робова, напуштање епископских седишта и сл. Ипак, Коломанове мере биле су благе када се упореде да мерама које су предузимале друге европске државе почетком 12. века. Сличне декрете Коломан је донео и у вези муслимана. Забранио је, нпр. хришћанину који долази у госте код муслимана да једе било шта сем свињетине.

## Поход на Хрватску и Далмацију
Након Коломанове победе над крсташима, светоримски цар Хајнрих IV послао је писмо краљевом брату Алмошу у коме тврди да је Коломан занемарио опште интересе зарад сопствених потреба. Затражио је од Алмоша да интервенише у његово име. Разлози за ово непријатељство били су јасни. Коломанов претходник Ладислав пружао је немачком цару подршку у његовој борби против папе. Међутим, Коломан, као бивши епископ, напустио је политику свога претходника и стао на страну папства. Оженио се Фелицијон, кћерком Рожеа I Сицилијанског, блиског папиног сарадника. Алмош је, међутим, одржавао близак однос са немачким царем. Рожеова сестра Констанца била је удата за старијег Хајнриховог сина Конрада који се побунио против свога оца и придружио папи.
Године 1097. угарска војска напада Хрватску. Њој се супротставио хрватски краљ Петар Свачић. Битка се одиграла на планини Гвозду. Хрвати су поражени, а сам Петар је погинуо. Био је то последњи владар "народне крви" у Хрватској. Потпуно освајање Хрватске спречио је напад Кумана подстакнут Византијом. Византија је склопила уговор и са Млетачком републиком.

## Сукоб са Чешком
Године 1098. у Угарској против Коломана диже побуну брат Алмош који је сматрао да му припада власт над Хрватском. Војске двојице браће среле су се на реци Тиси. До сукоба није дошло јер су се браћа измирила. Следеће, 1099. године, Коломан се умешао у унутрашња збивања у Русији. На позив кнеза Свјатополка, прешао је Карпате и опсео Пшемисл. Поход је завршен неуспехом. Коломан је склопио мир и савезништво са чешким кнезом и вратио се у Угарску. Године 1101. преко Угарске је прешла још једна крсташка армија (Крсташки рат 1101. године). Када ју је испратио, Коломан се могао посветити приликама у Хрватској.

## Далматински и хрватски краљ
Током Коломановог одсуства у Хрватској је формирана антиугарска странка. Увидевши да ће немире у Хрватској тешко угушити, Коломан је одлучио са представницима дванаест хрватских племена склопити договор. Године 1102. склопљен је Pacta conventa. Коломан се обавезао да неће задирати у унутрашње прилике Хрватског краљевства, поштовати племићке повластице племства и дозволити им бирање бана. За узврат, Хрвати су Коломана признали за краља и обавезали се на пружање војне помоћи. Исте године, Коломан је крунисан за краља Хрватске.
Алмош се сматрао оштећеним Коломановим крунисањем. Због тога је побегао у Немачку где је тражио помоћ од цара Хајнриха IV. Немачки цар је, међутим, био заузет борбама за престо са својим сином те је одбио пружити помоћ. Алмош се вратио у Угарску где је поново примио опрост од брата. Освојивши Хрватску, Коломан је одлучио припојити и Далмацију коју је држало Византијско царство. Рат је спречио споразум између угарског краља и цара Алексија I Комнина и венчање Ирене Угарске (Ладиславове ћерке) за Алексијевог сина Јована II Комнина. Две државе склопиле су савез против антиохијског кнеза Боемунда Тарентског (сина чувеног Роберта Гвискара) који је организовао војску за напад на Драч. Сукоб са Боемундом завршен је поразом антиохијског кнеза и Деволским споразумом (1108). У оваквој ситуацији, византијски цар признао је Коломану право да припоји Далмацију. Поход на Далмацију започео је 1105. године. Јак отпор пружали су Задар, Сплит, Шибеник, Трогир. Градови су ипак освојени. Далматински градови уживали су бројне привилегије.

## Последње године владавине
Године 1107. Алмош поново диже побуну против брата и одлази у Пољску где је нашао подршку у краљу Болеславу III. Алмош је организовао поход на Угарску који се завршио неуспехом. Брат му је поново опростио и склопио савез са Болеславом против немачког цара Хајнриха V. Већ следеће године Алмош се поново побунио и склопио савез са немачким царем. Немци опседају Пожун (данашњу Братиславу), а у Угарску проваљују и Чеси, немачки вазали. Чешку кампању осујетио је напад пољског краља. Пожун се одупро немачким нападима те је поход пропао. Пред крај живота, Коломан је ухапсио и ослепео Алмоша и његовог сина. Свога сина Стефана II прогласио је наследником.
У периоду од 1112. до 1115. године Угарска је против Млетачке републике водила рат у коме је изгубила Далмацију. Дужд Орделаф Фаледро искористио је Коломанову болест да својој држави без проблема припоји Далмацију. Коломан је умро 3. фебруара 1116. године. Сахрањен је у катедрали у Столном Београду. Наследио га је син Стефан II Угарски.

## Породично стабло
|  |                                             |  |  |  |  |  |  |  |  |  |  |  |  |  |  |  |
|  | 16. Михаљ Угарски                           |  |  |  |  |  |  |  |  |  |  |  |  |  |  |  |
|  |                                             |  |  |  |  |  |  |  |  |  |  |  |  |  |  |  |
|  |                                             |  |  |  |  |  |  |  |  |  |  |  |  |  |  |  |
|  | 8. Вазул                                    |  |  |  |  |  |  |  |  |  |  |  |  |  |  |  |
|  |                                             |  |  |  |  |  |  |  |  |  |  |  |  |  |  |  |
|  |                                             |  |  |  |  |  |  |  |  |  |  |  |  |  |  |  |
|  | 4. Бела I                                   |  |  |  |  |  |  |  |  |  |  |  |  |  |  |  |
|  |                                             |  |  |  |  |  |  |  |  |  |  |  |  |  |  |  |
|  |                                             |  |  |  |  |  |  |  |  |  |  |  |  |  |  |  |
|  | 2. Геза I                                   |  |  |  |  |  |  |  |  |  |  |  |  |  |  |  |
|  |                                             |  |  |  |  |  |  |  |  |  |  |  |  |  |  |  |
|  |                                             |  |  |  |  |  |  |  |  |  |  |  |  |  |  |  |
|  | 20. Болеслав I Храбри                       |  |  |  |  |  |  |  |  |  |  |  |  |  |  |  |
|  |                                             |  |  |  |  |  |  |  |  |  |  |  |  |  |  |  |
|  |                                             |  |  |  |  |  |  |  |  |  |  |  |  |  |  |  |
|  | 10. Мјешко II Пјаст                         |  |  |  |  |  |  |  |  |  |  |  |  |  |  |  |
|  |                                             |  |  |  |  |  |  |  |  |  |  |  |  |  |  |  |
|  |                                             |  |  |  |  |  |  |  |  |  |  |  |  |  |  |  |
|  | 21. Емнилда од Лужица                       |  |  |  |  |  |  |  |  |  |  |  |  |  |  |  |
|  |                                             |  |  |  |  |  |  |  |  |  |  |  |  |  |  |  |
|  |                                             |  |  |  |  |  |  |  |  |  |  |  |  |  |  |  |
|  | 5. Ричеза Пољска                            |  |  |  |  |  |  |  |  |  |  |  |  |  |  |  |
|  |                                             |  |  |  |  |  |  |  |  |  |  |  |  |  |  |  |
|  |                                             |  |  |  |  |  |  |  |  |  |  |  |  |  |  |  |
|  | 22. Ецо, гроф Лотарингије                   |  |  |  |  |  |  |  |  |  |  |  |  |  |  |  |
|  |                                             |  |  |  |  |  |  |  |  |  |  |  |  |  |  |  |
|  |                                             |  |  |  |  |  |  |  |  |  |  |  |  |  |  |  |
|  | 11. Ричеза од Лотарингије                   |  |  |  |  |  |  |  |  |  |  |  |  |  |  |  |
|  |                                             |  |  |  |  |  |  |  |  |  |  |  |  |  |  |  |
|  |                                             |  |  |  |  |  |  |  |  |  |  |  |  |  |  |  |
|  | 23. Матилда од Немачке, грофица Лотарингије |  |  |  |  |  |  |  |  |  |  |  |  |  |  |  |
|  |                                             |  |  |  |  |  |  |  |  |  |  |  |  |  |  |  |
|  |                                             |  |  |  |  |  |  |  |  |  |  |  |  |  |  |  |
|  | 1. Коломан                                  |  |  |  |  |  |  |  |  |  |  |  |  |  |  |  |
|  |                                             |  |  |  |  |  |  |  |  |  |  |  |  |  |  |  |
|  |                                             |  |  |  |  |  |  |  |  |  |  |  |  |  |  |  |
|  | 3. Софија Угарска или Синадена              |  |  |  |  |  |  |  |  |  |  |  |  |  |  |  |
|  |                                             |  |  |  |  |  |  |  |  |  |  |  |  |  |  |  |
|  |                                             |  |  |  |  |  |  |  |  |  |  |  |  |  |  |  |